# Oró Sé do Bheatha 'Bhaile
Oró, 'Sé do Bheatha 'Bhaile (ирски, изговор: //) је традиционална ирска песма. Постоји и јаковитска верзија песме, али је ова верзија, верзија Патрика Пирса омиљенија. Песма је посвећена ирској националној јунакињи Гројни Веил (ир. Gráinne Ní Mháille / Gráinne Mhaol, c. 1530 – c. 1603) Песму веома често певају припадници Ирске републиканске армије.
Изводили су је многи ирски извођачи као на пример: Браћа Кленси (енгл. The Clancy Brothers), Даблинерси (енгл. The Dubliners), Кесидији (енгл. The Cassidys), и Шинејд О'Конор (ир. Sinéad O'Connor) и коришћена је у филму из 2006 Ветар који њише јечам.

## Текст
Текст песме гласи:
| (Рефрен) Oró, sé do bheatha abhaile, Oró, sé do bheatha abhaile Anois ar theacht an tsamhraidh. 'Sé do bheatha, a bhean ba léanmhar, do ba é ár gcreach tú bheith i ngéibheann, do dhúiche bhreá i seilbh méirleach, is tú díolta leis na Gallaibh. Рефрен Tá Gráinne Mhaol ag go duill ar sáile, óglaigh armtha léi mar gharda, Gaeil iad féin is ní Gaill (Frainc) ná Spáinnigh, is cuirfidh siad ruaig ar Ghallaibh. Рефрен A bhuí le Rí na bhFeart go bhfeiceam, mura mbeam beo ina dhiaidh ach seachtain, Gráinne Mhaol agus míle gaiscíoch, siad ag fógairt fáin ar Ghallaibh. Рефрен | (Рефрен) О-хој, добродошла си кући, О-хој, добродошла си кући... Сада када лето долази! Добро дошла жено толико жалосна, Била је наша несрећа што си у ланцима, Наша дивна земља у поседу лопова... И продата странцима! Рефрен Гројни Веил долази преко мора, Са наоружаним ратницима као чуварима, Они су Ирци, а не странци (Французи) и Шпанци... И они ће разбити све који су странци! Рефрен Нека задовољи Бога чуда и да видимо, Макар и живели још само недељу дана, Гројни Веил и хиљаду ратника (хероја)... Разбијају странце! Рефрен |

Понекад се пева "Французи" уместо "странци".